# Zerozero
O zerozero.pt é um site português dedicado ao futebol, mas que também cobre outras modalidades desportivas. Propriedade da ZOS Lda, esta plataforma, que combina a informação estatística ao jornalismo, está disponível ao público desde dia 21 de outubro de 2003 e é a maior base de dados do mundo futebol de acesso livre, sendo uma marca de referência no panorama digital em Portugal.
Atualmente, por mês, atinge mais de 70 milhões de páginas vistas, 15 milhões de visitas e sete milhões visitantes únicos, contando com mais de meio milhão de utilizadores registados. Além do público do site, os conteúdos do zerozero são também cada vez mais difundidos através das redes sociais, com destaque para o Facebook, Instagram, X e Tiktok, bem como do seu canal de Youtube e de outras plataformas de streaming.
Alicerçado a uma forte base tecnológica construída ao longo de mais de 20 anos, o zerozero apresenta hoje o histórico de resultados de futebol de vários países, nomeadamente as ligas de Portugal, Espanha, Inglaterra, Itália, França, Alemanha, Brasil, entre muitos outros. Adicionalmente, cobre competições nacionais e internacionais em cada época, apresentando estatísticas, resultados, fichas de jogo e classificações.
Desde setembro de 2017, o zerozero começou a acompanhar mais modalidades, nomeadamente hóquei em patins, basquetebol, andebol e voleibol, além do futebol e futsal.

### Base de Dados
Na base de dados do zerozero encontram-se disponíveis informações detalhadas sobre inúmeras equipas, jogadores, estádios e treinadores. Esta estrutura apenas é possível porque, além da equipa do zerozero, os utilizadores podem completar a informação existente. Desta forma, é um site marcadamente colaborativo e só assim consegue cobrir não só competições de topo, mas chegar também aos vários escalões, ou seja, ao futebol de formação, e a divisões não profissionais.
Na verdade, o zerozero nasceu de uma ideia simples, que continua a ser aplicada diariamente: o conceito de que a informação desportiva em Portugal não se resume ao topo da pirâmide e que pode existir para todos, independentemente da Divisão, do Género, da Modalidade ou do Escalão da competição. Assim, Futebol, Futsal ou outras modalidades, masculino ou feminino, Liga dos Campeões ou uma competição sub-10 de uma Associação Distrital ter a sua informação, os seus resultados, fichas de jogo e estatísticas acessíveis a todos.
Por isso, hoje, o zerozero.pt é o atual líder de informação estatística de futebol em Portugal, algo notório para a Federação Portuguesa de Futebol e para a Liga de Portugal, com quem coopera ativamente. Nesta linha, de modo a enfatizar a importância da informação disponível na sua base de dados, a empresa criou uma marca específica para a análise estatística fina dos dados disponíveis, o playmakerstats, com forte expressão nas redes sociais.

### Componente Editorial
Além das informações estatísticas sobre o mundo do futebol, o zerozero é também um espaço de jornalismo por excelência. Inscrito na Entidade Reguladora para a Comunicação Social desde 2010 como órgão de comunicação social, o zerozero tem trilhado um caminho de crescimento constante e, entre a sua equipa pluridisciplinar, a redação é composta por cerca de 20 jornalistas.
No âmbito jornalístico, o zerozero procura disponibilizar informação única, exclusiva e que cative os leitores e ouvintes. Por isso, estão ao dispor de todos os visitantes do site conteúdos muito variados, desde reportagens e entrevistas, a peças exclusivas, artigos de atualidade e de opinião. Os jornalistas do zerozero marcam presença assídua nos estádios portugueses e cobrem também com particular cuidado a participação de equipas portuguesas em competições no estrangeiro. Vários jornais desportivos, como o Record, A Bola, O Jogo ou MaisFutebol citam o zerozero
Por se apresentar exclusivamente online e representar um conceito vincadamente multimédia, o zerozero tem ainda procurado explorar novas tendências. Nessa linha, o vídeo tem sido uma constante e, desde 2019, o áudio tem assumido também um papel particularmente relevante, sendo várias as rúbricas dinamizadas e os podcasts e videocasts publicados. Os podcasts disponibilizados pelo zerozero cobrem não só a vertente histórica e a atualidade do futebol, mas também as diferentes modalidades (futsal, basquetebol, hóquei e futebol feminino).

### Internacionalização
Além do site português, a base de dados do zerozero está também disponível noutros 10 domínios, que focam públicos-alvo em diferentes geografias. Assim, a internacionalização do conceito que difunde é um claro objetivo da empresa e segue a um alto ritmo alto, com uma mão cheia de domínios internacionais e leitores em todos os cantos do mundo.
O ogol.com.br bate recordes a cada mês, assumindo gradualmente uma posição de notoriedade num mercado muito extenso, e o playmakerstats.com impacta o desporto em Inglaterra, numa relação de proximidade com vários clubes de diferentes camadas do futebol inglês.

## Sítios
O Zerozero possui onze sítios pelo mundo:
- Zerozero (Portugal, Argentina e México)
- Playmaker (Reino Unido/Internacional)
- Leballonrond (França)
- Ceroacero (Espanha)
- Fussballzz (Alemanha)
- Calciozz (Itália)
- O Gol (Brasil)
- Soccerzz (Estados Unidos)
- Voetbalzz (Países Baixos)

## Slogans
- "Porque todos os jogos começam assim" (Portugal)
- "Tudo sobre futebol" (Brasil)
- "Porque todos los partidos empienzan así" (Espanha)
- "All about football" (Reino Unido, Estados Unidos)
- "Tout sur le football" (França)
- "Il calcio a tutto campo" (Itália)
- "Alles über Fußball" (Alemanha)

1. ↑  ZOS Lda. «ZOS». www.zos.pt. Consultado em 20 de setembro de 2024
2. ↑  «Ficha Técnica». Zerozero. Consultado em 13 de março de 2016
3. ↑  Facebook. «Facebook zerozero.pt»
4. ↑  Instagram. «Instagram zerozero.pt»
5. ↑  X. «X zerozero.pt»
6. ↑  Tiktok. «Tiktok zerozero.pt»
7. ↑  Youtube. «Canal de Youtube zerozero.pt»
8. ↑  «Associações Distritais de Futebol :: zerozero.pt». www.zerozero.pt. Consultado em 28 de março de 2024
9. ↑  «Fernando Santos é o Treinador da Década». FPF. 26 de março de 2024. Consultado em 28 de março de 2024
10. ↑  «Media Partner do Ano: zerozero». Liga Portugal. Consultado em 28 de março de 2024
11. ↑  «Liga Portugal e zerozero celebram parceria». Liga Portugal. Consultado em 28 de março de 2024
12. ↑  X playmakerstats (1 de julho de 2024). «Histórico!! Diogo Costa». x playmakerstats
13. ↑  «Entrevistas :: zerozero.pt». www.zerozero.pt. Consultado em 20 de setembro de 2024
14. ↑  «Artigos de Opinião :: zerozero.pt». www.zerozero.pt. Consultado em 20 de setembro de 2024
15. ↑  «Mercado: Benfica tenta jovem da Juventus, Ounahi desejado por "grandes clubes" e tubarões europeus rondam 'novo Neymar'». www.record.pt. Consultado em 28 de março de 2024
16. ↑  Abola.pt (2 de julho de 2023). «Vitória de Guimarães Butzke para reforçar o ataque | Abola.pt». Abola.pt. Consultado em 28 de março de 2024
17. ↑  «Ex-Boavista prepara-se para voltar a Portugal pela porta do Arouca». O Jogo. Consultado em 28 de março de 2024
18. ↑  «André Franco vai ser reforço do FC Porto». Maisfutebol. Consultado em 28 de março de 2024
19. ↑  «PODCASTS :: zerozero.pt». www.zerozero.pt. Consultado em 28 de março de 2024